# Bierville
Bierville é uma comuna francesa na região administrativa da Normandia, no departamento de Sena Marítimo. Estende-se por uma área de 2,21 km². Em 2010 a comuna tinha 323 habitantes (densidade: 146,2 hab./km²).